# Gaétan Boucher
Gaétan Boucher (Charlesbourg, 10 de mayo de 1958) es un deportista canadiense que compitió en patinaje de velocidad sobre hielo. 
Participó en cuatro Juegos Olímpicos de Invierno, entre los años 1976 y 1988, obteniendo en total cuatro medallas: plata en Lake Placid 1980, en los 1000 m, y tres en Sarajevo 1984, oro en 1000 m y 1500 m y bronce en 500 m.
Ganó cinco medallas en el Campeonato Mundial de Patinaje de Velocidad sobre Hielo en Distancia Corta entre los años 1979 y 1985.

## Palmarés internacional
| Juegos Olímpicos                      | Juegos Olímpicos             | Juegos Olímpicos  | Juegos Olímpicos      |
| Año                                   | Lugar                        | Medalla           | Prueba                |
| ------------------------------------- | ---------------------------- | ----------------- | --------------------- |
| 1980                                  | Lake Placid (Estados Unidos) | Medalla de plata  | 1000 m                |
| 1984                                  | Sarajevo (Yugoslavia)        | Medalla de oro    | 1000 m                |
| 1984                                  | Sarajevo (Yugoslavia)        | Medalla de oro    | 1500 m                |
| 1984                                  | Sarajevo (Yugoslavia)        | Medalla de bronce | 500 m                 |
| Campeonato Mundial en Distancia Corta |                              |                   |                       |
| Año                                   | Lugar                        | Medalla           | Prueba                |
| 1979                                  | Inzell (RFA)                 | Medalla de plata  | Clasificación general |
| 1980                                  | West Allis (Estados Unidos)  | Medalla de plata  | Clasificación general |
| 1982                                  | Alkmaar (Países Bajos)       | Medalla de plata  | Clasificación general |
| 1984                                  | Trondheim (Noruega)          | Medalla de oro    | Clasificación general |
| 1985                                  | Heerenveen (Países Bajos)    | Medalla de plata  | Clasificación general |